# Ptychadena trinodis
Ptychadena trinodis es una especie  de anfibios de la familia Ranidae.

## Distribución geográfica
Se encuentra en Camerún, República Centroafricana, Chad, República Democrática del Congo, Costa de Marfil, Gambia, Ghana, Guinea, Malí, Nigeria, Senegal y, posiblemente, a Benín, Burkina Faso, República del Congo, Guinea Bissau, Mauritania, Níger, Sierra Leona, Sudán y Togo.